# Micóoula
La Micóoula est une pâtisserie, spécialité de Hône, dans la basse Vallée d'Aoste.

## Nom
En français « Micoule », la forme en patois hônois est proche du patois cognein « Mécoulin » pour désigner le pain doux traditionnel local.

## Histoire
Les origines de la Micóoula remonteraient au bas Moyen Âge. C'est un pain doux à la forme réduite, préparé avant la Noël.

## Recette traditionnelle
La préparation de la Micóoula se fait à partir d'un mélange de farine de seigle, de grains tendres, d'œufs, de beurre et de sucre, auquel s'ajoutent des châtaignes, des figues sèches, des noix et de petits morceaux de chocolat.
Ces pains se conservent au moins deux semaines après la cuisson. Ils étaient autrefois rangés dans le garde-manger des cuisines.